# Calenduleae
Calenduleae, tribus glavočika u potporodici Asteroideae. Postoji pet rodova.

## Opis
Biljke u Calenduleae variraju od biljaka do grmova i obično pokazuju upadljive cvjetne glavice. Definirajuće karakteristike koje odvajaju članove ovog plemena od ostalih unutar porodice su dimorfizam cipsela i činjenica da svakoj cipseli nedostaje papus. Calenduleae je dobio ime po svom ekonomski najvažnijem rodu, Calendula, poznatom u homeopatskim lijekovima i kao uobičajeni ukras. Drugi rodovi iz Calenduleae također proizvode ukrasne biljke, uključujući Osteospermum i Dimorphotheca.

## Povijest i filogenija
Kladistički raspored ove skupine biljaka prepoznao je još Andrea Cesalpino 1630.-ih i ponovno Giulio Pontedera 1720.-ih, no službena nomenklatura nastala je nakon Cassinijevog rada unutar porodice. Botaničari ranog 20. stoljeća smatrali su ovo pleme sestrinskim Senecioneae; međutim, postoje molekularni dokazi o bliskijim odnosima između Astereae i Calenduleae.[7] Ovo je pleme pokazalo monofiliju kemijskom analizom sličnih pimeranskih diterpena pronađenih u svim testiranim vrstama. Osteospermum i Garuleum dijele najveći broj identičnih kemijskih potpisa, što ukazuje na blisku filogenetsku povezanost i noviju divergenciju od ostalih rodova plemena.[8] Jedan od novootkrivenih Osteospermuma pružio je dokaze o vezi između Osteospermuma i Chrysanthemoides.
Bilo je nekih preuređivanja plemena Calenduleae. Eriachaenium je izvorno bio u grupi s Calenduleae, ali je u međuvremenu uklonjen. Njegov položaj ostaje neizvjestan, iako se sada pretpostavlja da pripada Cichorioideae. Rod Castalis je uklopljen u Osteospermum. Jedna nedavna analiza Calenduleae dovela je do nekoliko filogenetskih otkrića, uključujući:
- Osteospermum sekcija Blaxium sada je smještena u rod Dimorphotheca.
- Podrod Tripteris je odvojen od Osteospermum.
- Rod Oligocarpus je odvojen od Osteospermum
- Osteospermum sanctae-helenae, endem Svete Helene, sada pripada Oligocarpusu.

## Rodovi
1. Garuleum Cass. (7 spp.)
2. Dimorphotheca Vaill. (18 spp.)
3. Gibbaria Cass. (2 spp.)
4. Osteospermum L. (75 spp.)
5. Calendula L. (17 spp.)